# Marie-France Hirigoyen
Pour les articles homonymes, voir Hirigoyen.
Marie-France Hirigoyen, née en 1949, est une psychiatre et psychothérapeute familiale française. Elle est connue pour ses recherches sur le harcèlement moral.

## Biographie
Marie-France Hirigoyen naît à Coulaines, dans la Sarthe. Elle fait ses études de médecine à la faculté de Bordeaux, puis à l'université Paris 6 - Hôpital Saint-Antoine. Elle soutient sa thèse en 1978. Formée aux États-Unis à la victimologie, elle développe le principe de « harcèlement moral » en France.

## Le Harcèlement moral
Dans son essai Le Harcèlement moral : la violence perverse au quotidien, paru en 1998, elle évoque les effets destructeurs (souffrance, dépression, traumatisme psychique, suicide) provoqués par les pervers narcissiques, identifiés à des prédateurs, sur le psychisme de leurs victimes en milieu conjugal, familial, éducatif et professionnel.
Spécialisée en gestion du stress en entreprise, elle contribue à l'introduction d'un amendement de loi contre le harcèlement moral dans le code du travail, une notion qu'elle analyse dans son deuxième ouvrage sur la violence psychologique au travail, Malaise au travail. Harcèlement moral: démêler le vrai du faux, paru en mars 2001.
Marie-France Hirigoyen adapte à la France un concept développé aux États-Unis et en Suède. Lamote et Hamon résument ainsi son analyse : « le harcèlement moral désigne une situation (familiale, professionnelle) dans le cadre de laquelle un Autre jouisseur vampirise une victime passive via de sournois mécanismes de domination manipulatoire. Comme le gourou, le harceleur use lui aussi de l’emprise, cette action insidieuse qui retire tout sens critique et peut aller jusqu’à la captation de l’esprit de l’autre, comme dans un véritable lavage de cerveau. En conséquence, la victime est prise dans une toile d’araignée, tenue à disposition, ligotée psychologiquement, anesthésiée. »
Le Harcèlement moral a été un grand succès de librairie.
Elle publie en 2014 Le harcèlement moral au travail dans la collection « Que sais-je? » qui décortique les mécanismes du harcèlement et propose un condensé de ses travaux précédents sur le sujet.

## Publications

### Ouvrages
- Le Harcèlement moral : la violence perverse au quotidien, Syros, 1998 ; édition de poche Pocket, 1999 ; Éditions La Découverte, 2003
- Malaise au travail. Harcèlement moral : démêler le vrai du faux, Syros, 2001 ; édition de poche Pocket, 2002 ; Éditions La Découverte, 2004
- Femmes sous emprise - Les ressorts de la violence dans le couple, Éd. de Noyelles, 2205 ; Oh ! éd., 2005 ; Pocket, 2006
- Les nouvelles solitudes, Éditions La Découverte, 2007 ; Marabout, 2008
- Abus de faiblesse et autres manipulations, Éditions Jean-Claude Lattès, 2012 ; Le livre de poche, 2013
- Le Harcèlement moral au travail, PUF, coll. « Que sais-je ? » n° 3995, 2013
- Les Narcisse. Ils ont pris le pouvoir, Éditions La Découverte, 2019
- Séparation avec enfants : Conflits, violences, manipulations, La Découverte, coll. « Cahiers libres », 2024, 224 p. (ISBN 9782348080500).

### Articles
- « Le harcèlement moral au travail en 2003 », Le journal international de victimologie, n° 3, p. 1-10 [lire en ligne]
- « La violence psychologique », Droit et justice, n° 56, p. 43-53.
- « La souffrance au travail et les pathologies émergentes », L'information psychiatrique, vol. 84, n° 9, 2008, p. 821-826 [lire en ligne]
- « Pourquoi il est important d'aider les femmes à refuser la violence psychologique », in Ginette Francequin, Tu me fais peur quand tu cries ! Sortir des violences conjugales, ERES, 2010, p. 53-61
- « De la peur à la soumission », Empan, vol. 73, n° 1, 2009, p. 24-30 [lire en ligne]

### Vidéo
- Brigitte Lemaine, Les blessures de l'âme, participantes : Nadia Dahou, Marie-France Hirigoyen, les Écrans du social, 2009.

## Décorations
- Officier de l'ordre national du Mérite. Elle a été promue officier par décret du 13 mai 2016[6].